# Elsinoë tristaniae
Elsinoë tristaniae är en svampart som beskrevs av Hansf. 1954. Elsinoë tristaniae ingår i släktet Elsinoë och familjen Elsinoaceae.   Inga underarter finns listade i Catalogue of Life.